# Médaille du Golfe et du Koweït
La Médaille du Golfe et du Koweït ou la Médaille du Golfe et du Kuwait est une médaille militaire de campagne créée en 1990 par la Reine du Canada afin de reconnaître les membres des Forces canadiennes qui ont directement participé à la Guerre du Golfe soit dans les hostilités en tant que telles ou durant la consolidation des troupes avant l'invasion de l'Irak. C'est la troisième plus haute médaille dans le système de distinctions canadien pour les médailles pour le service de guerre et d'opération.

## Description
La Médaille du Golfe et du Koweït fut conçue par Bruce W. Beatty. Elle a le forme d'un disque de rhodium plaqué de tombac de 36 mm de diamètre avec. L'avers de la médaille porte les mots latins « ELIZABETH II DEI GRATIA REGINA » (Elizabeth II, par la grâce de Dieu, Reine) et le mot « CANADA » entourant une effigie de la reine Élisabeth II symbolisant son rôle de Fount of Honour et de commandant en chef des Forces canadiennes. Le revers est une couronne de laurier avec une feuille d'érable à sa base encerclant les mots « GULF AND KUWAIT • 1990-1991 • LE GOLFE ET KUWAIT ».
La médaille est portée sur le côté gauche de la poitrine suspendue sur un ruban de 31,8 mm de large coloré avec des bandes verticales bleu pâle (représentant la Force aérienne), écarlates (représentant l'Armée de terre) et bleu foncé (rappelant la Marine) disposées de manière symétrique de chaque côté d'une bande centrale de couleur sable.
Un individu possédant déjà la Médaille du Golfe et du Koweït peut se voir remettre une barrette en cupro-nickel portant une feuille d'érable pour l'apposer sur le ruban de la médaille.

## Éligibilité
Le 2 août 1990, la Reine Elisabeth II, sur les recommandations de son Cabinet sous le premier ministre Brian Mulroney, créa la Médaille du Golfe et du Koweït afin de reconnaître les membres des Forces canadiennes qui ont servi en théâtre opérationnel durant la Guerre du Golfe. Afin d'être éligible pour la médaille, les militaires doivent avoir servi 30 jours consécutifs entre le 2 août 1990 et le 27 juin 1991 dans la région du Golfe Persique dans les opérations de libération du Koweït des forces d'invasion iraquienne. De plus, ceux qui ont été engagés pour un minimum d'une journée dans les combats directs avec l'ennemi durant l'offensive qui s'est déroulée du 16 janvier au 31 mars 1991 sont éligibles pour une barrette additionnelle. Au total, 4 436 médailles furent remises et 3 184 barrettes.

## Annexe